# Haus zum Roten Ochsen

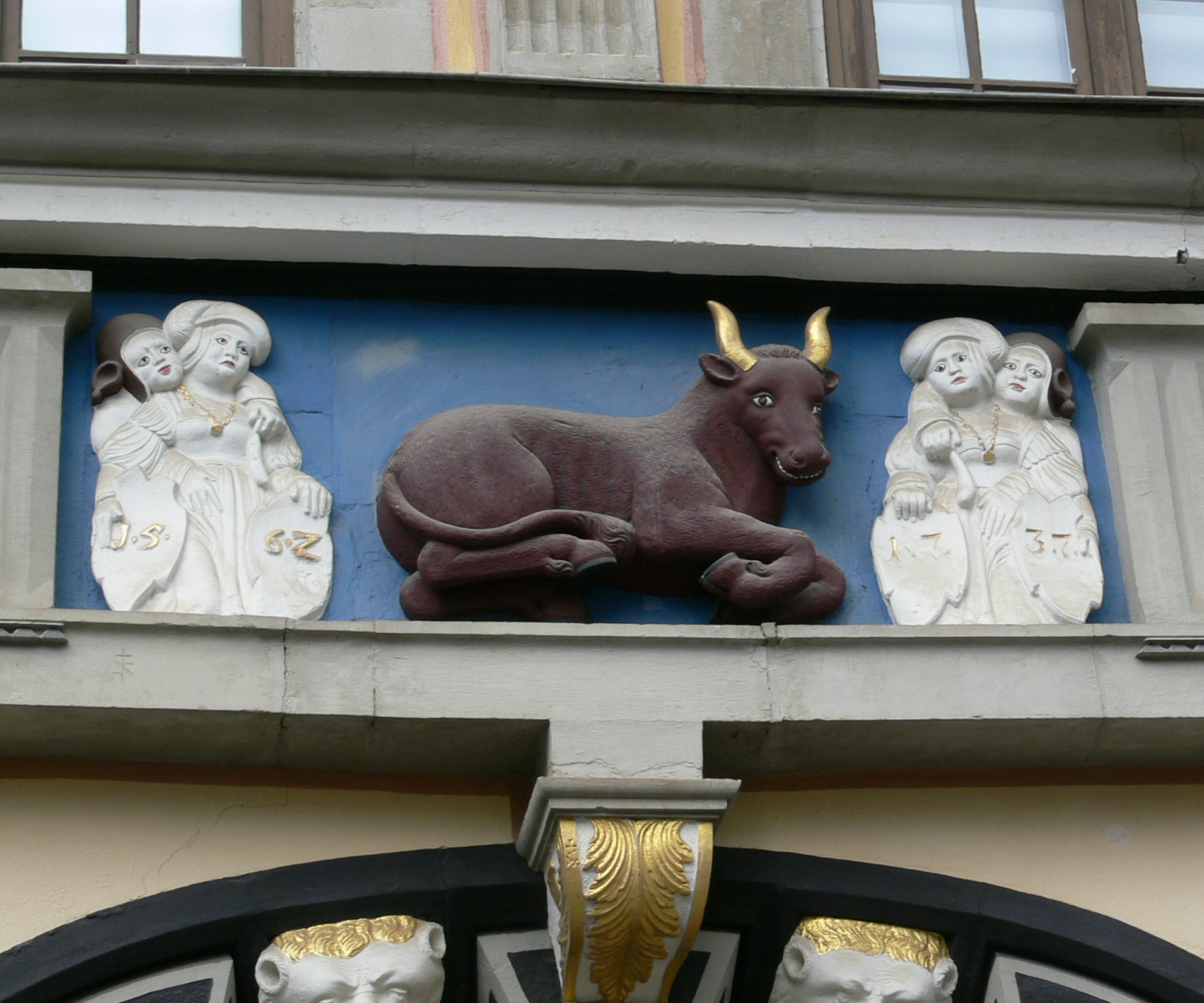
Červený vůl na fasádě domu

Haus zum Roten Ochsen (česky Dům u červeného vola) je renesanční budova stojící na náměstí Fischmarkt v Erfurtu. Je považována za jednu z nejkrásnějších svého druhu v Německu.
Původní budova byla postavena v roce 1392 a roku 1562 byla v renesančním stylu přestavěna obchodníkem s barvivem a vrchním radou Jacobem Naffzerem.
Na fasádě nad přízemím se nachází obruba, na které jsou vyobrazeny múzy a antičtí bohové. Vprostřed je umístěn, této budově jméno dávající rudý vůl se zlatýmy rohy. Je vyobrazen velmi detailně, jeho kůže působí hedvábně a díky svému šklebícímu se výrazu tváře je skutečně do očí bijící.
V prvním patře se nachází skvostně zařízený renesanční sál, ve kterém se koná velké množství výstav.
Od roku 1976 se používala tehdy renovovaná budova coby umělecká síň, poté co od 18. století sloužila k bydlení nebo také jako obchodní dům. V polovině 20. století v něm bylo dokonce umístěno kino.